# Gartenpavillon Holzweissig
Der Gartenpavillon Holzweissig in Eilenburg war eine baukünstlerisch wertvolle neobarocke Kleinarchitektur und letzter verbliebener Zeuge des einstigen Fabrikantensitzes von Louis Holzweissig. Nach jahrzehntelanger Vernachlässigung wurde der denkmalgeschützte, aber mittlerweile baufällige Pavillon um 2010 abgebrochen.

## Lage
Der Pavillon lag auf dem Grundstück Clara-Zetkin-Straße 1 im Norden von Eilenburg in Nachbarschaft eines nach 1990 neu errichteten Einfamilienhauses. Das Gebiet gehörte ursprünglich zur selbstständigen Gemeinde Hinterstadt, die im Süden durch die Eilenburger Stadtbefestigung und zu allen anderen Seiten von den Flussschlingen des Mühlgrabens begrenzt wurde. Das Gebiet nördlich des Jacobsplatz war zunächst mit Industrie und dem Fabrikantensitz von Louis Holzweissig bebaut. Später wurde es über die Clara-Zetkin- und Fritz-Heckert-Straße erschlossen und als Eigenheimstandort ausgewiesen. Der Pavillon war eingebettet in die private Parkanlage des Unternehmers. Nördlich auf der gegenüber liegenden Straßenseite befand sich einst das zugehörige Herrenhaus, westlich befinden sich noch mehrere ehemalige Industriebauten, die zu Mietswohnhäusern umgebaut worden sind.

## Geschichte
Im Jahr 1867 gründete Louis Holzweissig am Standort Jacobsplatz 4 eine Pikeefabrik. Die Fabrik entwickelte sich gut und Holzweissig betätigte sich in der Stadt als Mäzen. Neben seiner Fabrik errichtete er eine repräsentative Villa mit einem großen Garten. Als Parkaustattung wurde der Pavillon wohl gegen 1880 erbaut. Er weist in seiner Baukonstruktion, Materialverwendung und Detailsprache Ähnlichkeit zum Pavillon in der Mühlstraße (Kattunmanufaktur Bodemer) auf und könnte vom selben Architekten geschaffen worden sein. Nach dem Konkurs der Firma im Zuge der Weltwirtschaftskrise wurden die Industriebrachen nach 1933 durch neue Straßen erschlossen und als Standort für den individuellen Wohnungsbau vorgesehen. Dabei zerschnitt die neu angelegte Lüderitzstraße (seit 1946 Clara-Zetkin-Straße) den Park und trennte den Pavillon vom Herrenhaus. Über die weitere Nutzung des Pavillons ist nichts bekannt. Nachdem das Herrenhaus in den 1990er-Jahren durch Brandstiftung zerstört worden war, war der Pavillon der letzte Zeuge des einstigen Fabrikantensitzes. Nach 1990 entstand in unmittelbarer Nachbarschaft ein modernes Einfamilienhaus. 2002 richtete das Hochwasser der Mulde Schäden am Bauwerk an. Im Jahr 2005 wurde der Pavillon von Studenten der Technischen Universität Berlin unter Leitung von Caroline Rolka mit einem Bauaufmaß der Genauigkeitsstufe II erfasst. Der Pavillon war zu diesem Zeitpunkt bereits baufällig und wurde wenig später abgebrochen. In der Denkmalliste mit Stand vom 27. Januar 2009 war der Pavillon noch verzeichnet, jedoch 2012 schon nicht mehr vorhanden.

## Baubeschreibung
Der Pavillon hatte einen oktogonalen Grundriss und stand auf einem Streifenfundament. Die Wände bestanden aus verputztem Ziegelmauerwerk, überwiegend gemauert als Läuferverband. In den Seiten wechselten sich Fenster und Blindfenster ab. Die Eingangstür öffnete sich nach Nordwesten. Die Bauwerksecken waren mit Pilastern hervorgehoben, darüber waren Schmuckkapitelle mit Voluten angebracht. Unterhalb der hölzernen Traufe waren Zierkonsolen aus Schwemmstein sowie an den Ecken des Gesimses jeweils in Rosetten gefasste Zapfen, ebenfalls aus Schwemmstein, angebracht. Bedeckt war der Bau mit einem flachen Kegeldach mit integrierter Regenrinne, das aber zuletzt nicht mehr vorhanden war. Die Tür war zweiflügelig und besaß ein dreigliedriges Oberlicht. Die Türblätter hatten beidseits gesprosste Glasfenster oben und jeweils eine Kassette im unteren Drittel. Sie waren noch an den originalen Schippenbändern aufgehängt. Auch die Klinke war noch aus der Erbauungszeit. Die Fenster waren als Galgenfenster angelegt und besaßen in den beiden Flügeln eine dreigliedrige Sprossung. Die Oberlichter waren durch kleingliedrige diagonale Sprossen unterteilt.
Im Inneren hatten sich originale Dekormalereien aus der Entstehungszeit erhalten. Der Fußboden war mit quadratischen polychromen Fliesen ausgelegt, die jeweils zu viert im Quadrat ausgelegt, ein Ornament ergaben. Am Rand liefen zwei Reihen Fliesen als Läufer und zeichneten einen Fries als Einfassung. Als Auswirkung des Muldehochwassers 2002 hatte sich der Boden teilweise gesenkt.
Rolka befand 2005, dass der Pavillon aufgrund seiner Gestaltung und der massiven Bauweise dem Barock nachempfunden sei. Durch bauliche Schäden wegen Vernachlässigung und Überschwemmung einerseits und durch Verlust des historischen Kontext als Teil eines gartenbaulichen Ensembles andererseits, habe er jedoch seinen Wert und Sinn vollständig verloren. Das Objekt war zu diesem Zeitpunkt bereits zum Abriss vorgesehen.